# Balfate
Balfate – gmina (municipio) w północnym Hondurasie, w departamencie Colón. W 2010 roku zamieszkana była przez ok. 10,9 tys. mieszkańców.

## Położenie
Gmina położona jest w zachodniej części departamentu. Graniczy z 4 gminami:
- Jutiapa od zachodu,
- Sonaguera od południa,
- Trujillo i Santa Fé od wschodu.

## Demografia
Według danych honduraskiego Narodowego Instytutu Statystycznego na rok 2010 struktura wiekowa i płciowa ludności w gminie przedstawiała się następująco:
| Wiek      | 0–3   | 4–6 | 7–12  | 13–17 | 18–24 | 25–64 | 65+ | razem  |
| Balfate   | 1 387 | 927 | 1 852 | 1 494 | 1 463 | 3 352 | 423 | 10 898 |
| Mężczyźni | 874   | 567 | 1 189 | 895   | 987   | 2 155 | 253 | 6 919  |
| Kobiety   | 514   | 359 | 663   | 599   | 476   | 1 197 | 171 | 3 979  |